# Kanton Bondy-Sud-Est
Kanton Bondy-Sud-Est (fr. Canton de Bondy-Sud-Est) je francouzský kanton v departementu Seine-Saint-Denis v regionu Île-de-France. Tvoří ho pouze jihovýchodní část města Bondy.